# 711
Năm 711 trong lịch Julius.

## Sinh
- Đường Túc Tông

## Mất
- Tháng 7 — Roderick, vua của Visigoths